# Comitatus Feronianense

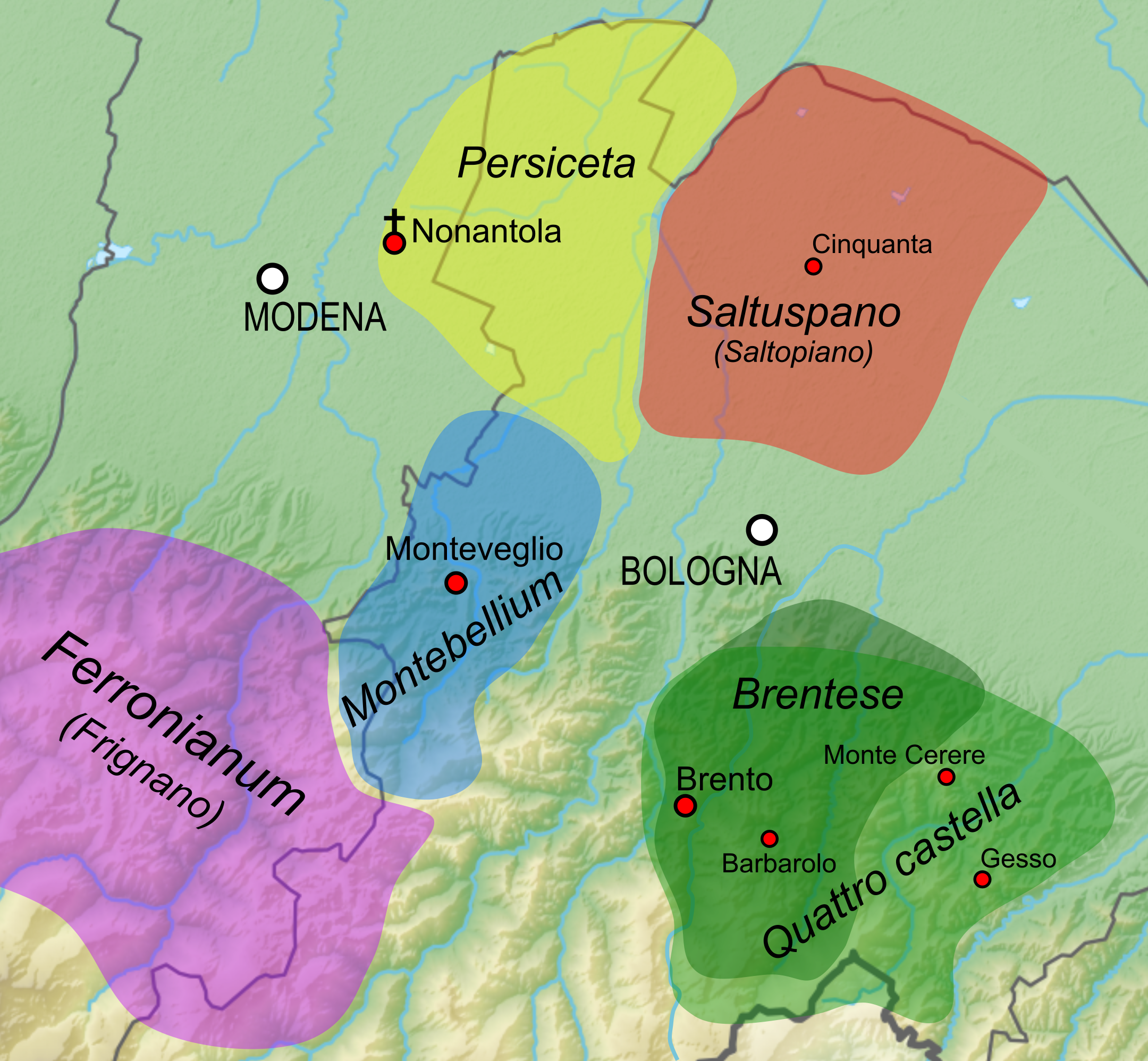
L'Emilia orientale nell'Alto Medioevo. È evidenziato il territorio di Ferronianum e quelli limitrofi

Il nome Comitatus Feronianense sta ad indicare il vasto distretto governato, in epoca Carolingia, dal conte di Modena, ad eccezione della città stessa. 

Il territorio era limitato a nord dal confine meridionale della città stessa e a sud dagli Appennini. Capoluogo di tale “comitatus” era il Castrum Feronianum, di cui parla anche Paolo Diacono, situato nei pressi di Pavullo nel Frignano.